# Cantón de Sauve
El cantón de Sauve era una división administrativa francesa, que estaba situada en el departamento de Gard y la región de Languedoc-Rosellón.

## Composición
El cantón estaba formado por nueve comunas:
- Canaules-et-Argentières
- Durfort-et-Saint-Martin-de-Sossenac
- Fressac
- Logrian-Florian
- Puechredon
- Saint-Jean-de-Crieulon
- Saint-Nazaire-des-Gardies
- Sauve
- Savignargues

## Supresión del cantón de Sauve
En aplicación del Decreto n.º 2014-232 de 24 de febrero de 2014, el cantón de Sauve fue suprimido el 22 de marzo de 2015 y sus 9 comunas pasaron a formar parte del nuevo cantón de Quissac.